# 1 Oddział Rozpoznawczy im. Księcia Józefa Poniatowskiego

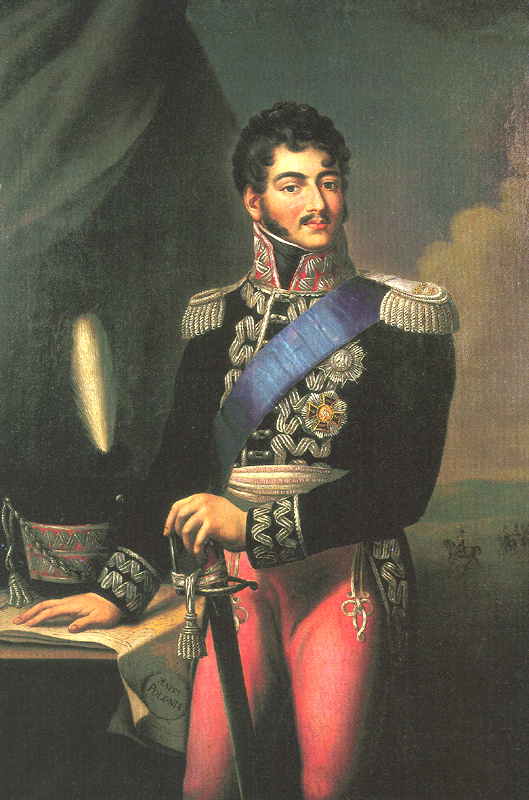
Książę Józef Poniatowski – patron oddziału

1 Oddział Rozpoznawczy im. księcia Józefa Poniatowskiego (OR-1) – jednostka rozpoznawcza Wojska Polskiego we Francji.
Wchodził w skład 1 Dywizji Grenadierów.

## Formowanie
Sformowany na podstawie rozkazu Naczelnego Wodza z 1 czerwca 1940. Prace organizacyjne rozpoczęto jednak już w grudniu 1939. Rtm. Eryk Matuszek sformował 1 szwadron kawalerii w Paimpont w Bretanii.
Gen. bryg. Stefan Dembiński i mjr Kornel Krzeczunowicz kierowali żołnierzy byłego 8 Pułku Ułanów Księcia Józefa Poniatowskiego i pozostałych oddziałów Krakowskiej BK do tego właśnie szwadronu, włączonego następnie do OR-1.

## Organizacja i obsada personalna
- Dowództwo

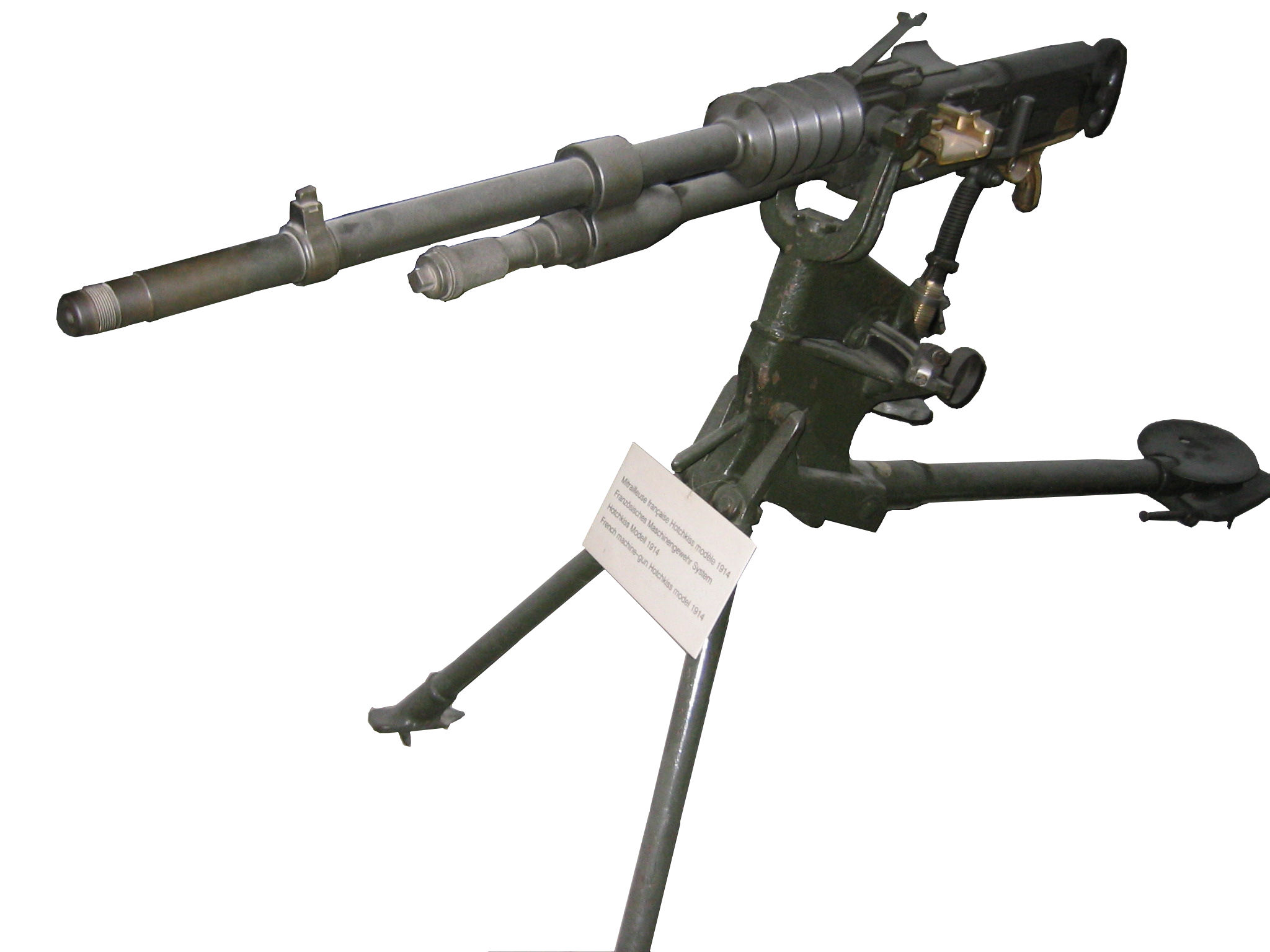
Hotchkiss – uzbrojenie plutonu ckm

  - dowódca – ppłk dypl. Włodzimierz Kasperski
  - zastępca dowódcy – rtm. Zygmunt Urbanowicz
  - szef sztabu – rtm. dypl. Feliks Bolechowski
  - adiutant – rtm. Alfred Strzygowski
- 1 szwadron (4 plutony na samochodach)
  - dowódca – rtm. Roman Pohorecki
  - zastępca dowódcy – por. Tadeusz Kopeć
- 2 szwadron (4 plutony motocyklistów + pluton ckm)
  - dowódca – rtm. Eryk Matuszek
  - zastępca dowódcy – rtm. Adam Dąbrowski
- szwadron ckm i broni towarzyszącej (4 plutony ckm + pluton przeciwpancerny)
  - dowódca – rtm. Zygmunt Urbanowicz
  - zastępca dowódcy – por. Marian Drożyński
- szwadron gospodarczy
  - dowódca – rtm. Mieczysław Puzdrakiewicz
  - zastępca dowódcy – por. Stanisław Ziółkowski
- pluton zwiadu – por. Jerzy Markiewicz
- pluton łączności
  - dowódca – por. Stanisław Dworecki
  - zastępca dowódcy – aspirant Piotr Myszkorowski
- pluton warsztatowy – ppor. Kazimierz Lukas

Dywizjon posiadał 31 oficerów i 713 szeregowych. Wyposażony był w 94 samochody (osobowe, półciężarowe i ciężarowe, przeważnie francuskie, „Citroen” i „Renault”) oraz 128 motocykli.
Uzbrojenie pułku stanowiły: 4 armaty ppanc. 25 mm „Hotchkiss” wz. 1934 holowane przez ciągniki opancerzone „Renault UE”, 2 moździerze 81 mm, 13 ckm „Hotchkiss” wz. 1914, 27 rkm „Chatellerault” wz. 1924/29 i 28 granatników.

## Działania zbrojne
W pierwszych dniach czerwca 1940 OR-1 wraz z macierzystą został przydzielony do francuskiego XX Korpusu. W nocy z 4 na 5 czerwca dywizjon przeszedł do rejonu Kirviller – Hinsingen w Alzacji, gdzie otrzymał zadanie obsadzenia odcinka drugiej linii obrony na rzece Albe. 6 czerwca ułani zostali przydzieleni do grupy fortecznej Sarre. 14 czerwca nawiązano kontakt ogniowy z nieprzyjacielem. Około południa 1 szwadron wykonał kontratak w pieszym szyku na las zajęty przez niemiecką piechotę. Po walce na białą broń Niemcy zostali wyparci. Wzięto jeńców i zdobyto dwanaście cekaemów, dwa działa ppanc., kilka pistoletów maszynowych i dużą liczbę polskich karabinków (niemiecka zdobycz z Kampanii Wrześniowej). Poległo sześciu żołnierzy a kilkunastu zostało rannych.
Tego dnia w walce brał też udział szwadron motocyklistów.
Po dwu dniach walk oddziały 1 DGren, ubezpieczane przez OR-1, przeszły na nową linię obrony. 17 czerwca o zmroku ułani księcia Józefa, wzmocnieni francuską kompanią czołgów, powstrzymywali atak niemieckich oddziałów w rejonie Vaucourt – Lagarde. Następnego dnia Niemcy przełamali jednak obronę dywizji. Do wieczora 20 czerwca dywizjon prowadził działania opóźniające. Straty w ludziach i sprzęcie przekroczyły 50%.
W godzinach rannych 21 czerwca radiowy rozkaz dowódcy dywizji nakazał zniszczyć ciężki sprzęt motorowy i broń, spalić akta, a następnie małymi grupkami przedzierać się na południe. OR-1 przestał istnieć.

## Sztandar
Sztandar dla dywizjonu ufundowało społeczeństwo miasta Levin, w departamencie Pas-de-Calais z inicjatywy polskich górników. Wykonany został przez siostry nazaretanki z Paryża. Nie wykończony całkowicie sztandar przewieziony został do Londynu.